# 長戸勝彦
長戸 勝彦（ながと かつひこ、1963年8月30日 - ）は、日本の俳優、演出家、タレント、ナレーター。愛媛県松山市出身。血液型B型。東京印主宰。

## 経歴
16歳の時に役者になりたいという気持ちを抑えきれず、俳優養成所のオーディションを、親に黙って四国の松山から東京まで受けに来た。合格通知が届いたその日に親を説得。東京に行くために高校を自ら退学。アルバイトで稼いだ8万円とボストンバッグ一つだけで、17歳の時に一人で上京した。
その後、20歳の時に東由多加率いる東京キッドブラザースのオーディションを受け合格。入団後すぐに頭角を現し、当時劇団の看板俳優であった柴田恭兵とダブルキャストで主演。1年目としては劇団的にも異例の抜擢であった。その後、1995年に退団までの12年間、東京キッドブラザースの作品で主演を務め続けてきた。
1989年、萩本欽一のバラエティー番組にレギュラーで出演し、番組内でJA-JAという二人組のユニットを結成。4枚のシングルと2枚のアルバムをリリース。デビューシングル「瞳を閉じてごらん」がオリコン初登場17位、ミュージックリサーチ11位を記録。ミュージックステーション、トップテンなどの歌番組やバラエティー番組にも多数出演。
1995年、東京キッドブラザース退団後、芸能プロダクション・リベルタに移籍。ナレーターとしても活動。1998年、演劇ユニット「東京印」を旗揚げ。以後2014年1月、劇団め組の藤原習作、元TEAM発砲・B・ZINの平野勲人と共に、二つ目の演劇ユニット「男〆天魚」を旗揚げ。現在は「東京印」の主宰となる。

## 出演

### テレビドラマ
- 太陽にほえろ! 第614話「17才」（NTV） - 裕子をナンパするバイクの男 役（1984年9月）
- 離婚テキレイ期（TBS）レギュラー - 矢口純 役（1984年10月）
- あぶない刑事（NTV）「温情」 - 田代慎介 役
- ジャングル（NTV）「危険な贈り物」
- 六本木ダンディーおみやさん 最終回「愛と別れにジーンときた殺人事件」（ABC） - 海老沢シゲル 役
- 大河ドラマ「武田信玄」（NHK）レギュラー - 矢島六郎太 役
- 土曜ワイド劇場 （ANB）
  - 「伊豆天城越え殺人事件」 - 真鍋龍彦 役
  - 「タクシードライバーの推理日誌10 黒いひまわりの女」 - 佐竹茂 役
  - 「おとり捜査官・北見志穂2 停電の夜、連続美女絞殺!」
  - 「車椅子の弁護士・水島威8」 - 津村恭一 役
- 世にも奇妙な物語 冬の特別編「48年目の約束」（CX）
- 暴れん坊将軍VI 第38話「名探偵! 新井白石」（ANB） - 新井明卿 役
- コンビニエンスドラマ3「もう一度あなたと」（ANB） - 主演・健一 役
- エリアコードドラマ052「あぶない天使」監督：堤幸彦（NBN）レギュラー
- 快刀!夢一座七変化 （ANB） - キジ丸 役
- 堤幸彦監督作品「ブラック・ジャック」（TBS）
- 今夜は営業中（NTV） - TV局スタッフ 役
- はみだし刑事情熱系（ANB）
- 花村大介（CX） - 弁護士・川村 役
- 整形美人。（CX） - 主人公の同僚の銀行員 役
- 涙をふいて（CX）
- ラブ・レボリューション（CX）
- ムコ殿2003（CX）
- 相棒 2nd Season 第17話（EX）
- FIRE BOYS 〜め組の大吾〜（CX） - 医師 役
- 爆上戦隊ブンブンジャー（EX） - 内藤雷汰 役[3]

### 映画
- 元気の神様
- バラシファイト(2023年7月28日公開)

### 舞台
- 東京キッドブラザース公演
  - 『コンドルは飛んで行く』主演(1985年1月)
  - 『失われた藍の色』主演(1985年3月)
  - 『スーパーマーケット・ロマンス』全国27ヶ所ツアー(1985年)
  - 『Billy・ビリィ・Boy』主演(1986年)
  - 『シシリアでダンス』全国32ヶ所ツアー(1986年)
  - 『冒険ブルックリンまで』全国19ヶ所ツアー(1986〜1987年)
  - 『皿の上のサーカス』主演(1987年)
  - 『遠い国のポルカ』柴田恭兵とWキャスト主演(1987〜1988年)
  - 『夢の湖』主演 全国39ヶ所ツアー(1988〜1989年)
  - 『螢の町』主演 全国70ヶ所ツアー(1989年)
  - 『ミュージカルKID』主演 全国35ヶ所ツアー(1989年)
  - 『夕空晴れて』主演 全国49ヶ所ツアー(1990〜1992年)
  - 『葡萄畑のラビット』主演 全国37ヶ所ツアー(1991〜1992年)
  - 『KID25周年記念公演』主演 東京ベイNKホール(1992年)
  - 『櫻組』主演 全国47ヶ所ツアー(1992年)
  - 『冒険ブルックリンまで』主演 全国12ヶ所ツアー(1993年)
  - 『夢の湖』主演 全国26ヶ所ツアー(1993〜1994年)
  - 『深川ホームレスタウン』主演 KIDシアター(1994年)
  - 『草原の木馬』主演　KIDシアター(1995年)
- 『風の行方〜ピエロ明子〜』演出：萩本欽一
- 『夢のまにまに』演出：萩本欽一
- Rock'n Roll Musical『Buddy〜バディ・ホリー・ストーリー〜』(1997年)
- さぼてんの会『O・AI・SO』客演
- さぼてんの会『あした 昔になぁれ』作・演出・主演
- Happy ever After公演『ゴレンズ 〜この人生には再生紙を使用しています。〜』客演
- IOH produce 縁起物シリーズ第二弾 『はしゃぐ茶柱』作・演出：林邦應(2011年)
- 劇団たいしゅう小説家 Present`s 『茂子と夕日と来々軒と』作・演出：湯澤公敏(2011年)
- IOH produce『オカメひょっとこぶんぶく茶釜』作・演出：林邦應(2012年)
- IOH produce『夏影〜さよならをするために 2012〜』作・演出：林邦應(2012年)
- はぶ談戯『みせられて』作・演出：穂科エミ(2012年)
- 劇団たいしゅう小説家 10周年記念The last + ai-kata『OH！ROOM！』作・演出：藤森俊介(2012年)
- IOH produce『夏影〜さよならをするために 2013〜』作・演出：林邦應(2013年)
- 劇団たいしゅう小説家×空飛ぶ猫☆魂『サヨナラ誘拐犯のパーフェクト・ストーリー』作・演出：西永貴文(2013年)
- 劇団たいしゅう小説家 『Messenger Blues』作・演出：林邦應(2013年)
- IOH produce『SummerTime Rhapsody』作・演出：林邦應(2013年)
- IOH produce『キミサリ〜きみ去りしのち 2013〜』作・演出：林邦應(2013年)
- 空飛ぶ猫☆魂『ミエナイ家族のハロー・マイ・ゴースト』作・演出：西永貴文(2013年)ゲスト
- 水木英昭プロデュース＆曾我泰久 共同新企画『眠れぬ夜のLoveストーリーズvol.1』(2013年)
- はぶ談戯『うめたい〜ダメ、時々アイシテル2013ver〜』作・演出：穂科エミ(2013年)
- 劇団たいしゅう小説家 『同窓会をひらこう』作：やまぐちつとむ・演出：重住綾(2014年)
- projectDREAMER2014『昼下がりの非情事』作・演出：中津留章仁(2014年)
- 劇団たいしゅう小説家 『ブラックジャックによろしく ZERO』作：やまぐちつとむ・演出：重住綾(2014年)
- 劇団たいしゅう小説家 『本能のイノベーション』作・演出：井上テテ(2014年7月2日〜6日)
- 劇団たいしゅう小説家 『宝や旅館　げんせんじゃ〜！　2014ver.』作・演出：長戸勝彦(2014年7月30日〜8月3日)
- 空飛ぶ猫☆魂『I LOVE LIFE』作・演出：西永貴文(2014年10月12日)ゲスト
- はぶ談戯『下衆な回遊魚』作・演出：穂科エミ(2014年12月2日〜7日)
- 劇団たいしゅう小説家 『離スタート！〜OH-ROOM!2〜』 作・演出：早田剛(2014年12月13日)ゲスト
- 劇団たいしゅう小説家 『はつ恋 〜青春純情博多篇〜』作・演出：六車俊治(2014年12月25日〜28日)
- 劇団たいしゅう小説家 『宝や旅館　げんせんじゃ〜！　2015』作・演出：長戸勝彦(2015年5月2日〜6日)
- バンタムクラスステージXIII『かべぎわのカレンダリオ B公演＃2「ラウラの夏」』作・演出：細川博司(2015年5月14日〜25日)ゲスト
- 『the END』作・演出：川田早矢加(2015年8月26日〜30日)
- 空飛ぶ猫☆魂『ゴールデン バード バラード』作・演出：西永貴文(2015年10月7日〜12日)
- はぶ談戯『ヒミツボ -秘壺-』作・演出：穂科エミ(2015年11月3日〜8日)
- 劇団たいしゅう小説家『湯もみガールズII』作・演出：高梨由(2015年12月26日〜29日)
- 劇団たいしゅう小説家『草葉の陰でネタを書く。』作・演出：田中大祐(2016年2月3日〜7日)
- 劇団たいしゅう小説家『宝や旅館　げんせんじゃ〜！　2016ver.』作・演出：長戸勝彦(2016年6月1日〜5日)
- 空飛ぶ猫☆魂『8月のウィークエンドプロフェシー』作・演出：西永貴文(2016年8月24日〜28日)声の出演
- 水木英昭プロデュース『眠れぬ夜のホンキートンクブルース 第二章 〜キセキ〜』構成・演出：水木英昭・脚本：松田環・水木英昭(2016年8月31日〜9月28日、紀伊國屋ホール他)
- 劇団たいしゅう小説家『TRICK OR TRUTH』作・演出：高梨由(2017年1月25日〜29日)
- 劇団たいしゅう小説家『宝や旅館　げんせんじゃ〜！　2017』作・演出：長戸勝彦(2017年2月22日〜26日)
- 劇団たいしゅう小説家『Ａサービス』作・演出：開沼豊(2017年5月17日～21日）
- 劇団たいしゅう小説家『宝や旅館　げんせんじゃ～！　2018』作・演出：長戸勝彦(2018年4月18日～22日）
- 演劇企画heart more need『高額時給制アシュトレト』作・演出：細川博司(2018年8月1日～6日)
- 劇団たいしゅう小説家『LDK ミディアム２』作・演出：開沼豊(2018年9月12日～16日)
- 日本アルゼンチン外交樹立120周年記念作品『南十字星へのプレリュード』原作・製作総指揮：倉科遼・脚本・演出：高梨由(2018年11月1日〜4日、三越劇場)
- ミュージカル座『ロイヤルホストクラブ』脚本・作詞：竹本敏彰・演出：幸村吉也(2018年12月6日〜10日)
- 聖地ポーカーズ ACT of CTHULHU『HOPELESS』脚本・演出：榎原伊知良(2019年4月3日〜9日)
- 『ブエノスアイレスの傘～ピアソラ&フェレールへのオマージュ～』作・演出：高梨由(2019年8月28日～9月3日、県民共済みらいホール)
- 『Get Back!!』作・演出：小笠原健(2019年9月22日～29日、俳優座劇場)
- 『コップの中の嵐』作・演出：開沼豊(2019年12月4日～8日）
- 『兎の姉妹』作・演出：藤原珠恵(2019年12月17日～22日)
- 『観劇者』作・演出：開沼豊(2021年6月30日～7月4日)
- LIVEDOGプロデュース『Kiss Me You 〜がんばったシンプー達へ〜』脚本：藤森一朗・演出：林明寛(2021年11月17日〜21日)
- 劇団☆A・P・B–Tokyo『地球空洞説』作：寺山修司・演出：高野美由紀(2021年12月1日〜3日)
- 『観劇者(再)』作・演出：開沼豊(2022年5月4日～8日)
- 『act over』脚本・演出：開沼豊(2023年6月28日〜7月2月)
- 『リーディカル MOMOJIRO』脚本・演出：高梨由(2023年12月14日～12月17日、築地本願寺ブディストホール)
- Classic Movie Reading Vol.2『風と共に去りぬ』脚本：開沼豊・演出：野坂実（2024年2月2日 - 4日、I'M A SHOW）[4]

### 長戸勝彦プロデュース公演
- Sweat&Tears -東京キッドブラザース44th-
  - 『あなたからの贈り物…』作・演出：林邦應(2012年6月6日〜17日)
  - 『雨上がりのシアター』作・演出：長戸勝彦(2015年7月15日〜20日)
  - 『雨上がりのシアター2016』作・演出：長戸勝彦(2016年8月10日〜14日)
- 男〆天魚
  - 『希求の果て』作・演出：西永貴文(2014年1月21日〜26日)
  - 『Blue fish』作・演出：ニシオカ・ト・ニール(2014年10月21日〜26日)
  - 『不完全パッケージ』作・演出：井上テテ(2015年12月6日〜13日)
  - 『愛の街〜全ての人には影がある〜』作・演出：西永貴文(2016年11月30日〜12月4日)
  - 『ろくでなし八犬伝』作・演出：田中大祐(2017年12月13日～17日)
  - 『週刊少年てんぎょ』作・演出：井上テテ(2019年1月23日～27日)
  - 『地獄』作・演出：山崎洋平 (2021年5月2日)［無観客生配信公演］
  - 『遺作』作・演出：山崎洋平 (2022年6月29日〜7月3日)
  - 『村長』作・演出：山崎洋平 (2023年11月29日〜12月3日)

### ラジオドラマ
- 演劇企画 heart more need『幸福の檻』脚本・演出：細川博司(2020年12月28日〜)

### バラエティ
- ビギニングチャチャ（日本テレビ）レギュラー(1988年)
- CHA-CHAワールド（日本テレビ）レギュラー(1989年)
- 笑うと泣くぞ…ダハ!（日本テレビ）レギュラー(1990年)
- 欽ちゃんのどこまで笑うの（テレビ朝日） レギュラー
- オジャマンないと（名古屋テレビ）レギュラー(1991〜1992年)
- 王道マンへの道（名古屋テレビ）レギュラー
- 吉本新春ギャグパラダイス（テレビ朝日系列）(1993〜94年)

### ラジオ
- サウンドシアター(FM横浜)　パーソナリティー
- バス旅スト(TOKYOFM) 誠治役

### CM
- 日本郵政公社

#### TVCM
- イオン『トップバリュ』『トップバリュグリーンアイ』
- 杏林製薬『ミルトン』
- 三菱東京UFJ銀行
- JAF
- 日立『白くまくん』
- 大塚製薬『アミノバリュー』
- ロッテ『トッポ』
- ケンタッキーフライドチキン
- コロナ
- 東京海上日動

#### ラジオCM
- 花キューピット
- ダイドードリンコ
- ヱビスビール

## 演出・脚本

### 舞台
- 舞台『くちびるに歌を』脚本・演出：長戸勝彦・原作：中田永一「くちびるに歌を(小学館文庫)」(2022年12月10日〜16日、かめありリリオホール)
- 舞台『くちびるに歌を』脚本・演出：長戸勝彦・原作：中田永一「くちびるに歌を(小学館文庫)」(2024年6月6日〜6月10日、あうるすぽっと)

### 長戸勝彦プロデュース公演
- 東京印
  - 『城之内ミチル探偵日記 どうってことない俺の一番忙しい一週間』構成・演出：長戸勝彦・清水宏(1998年)
  - 『GO TO BANK』作:東京印・演出：長戸勝彦(2000年)
  - 『MOVE BE THEATER〜新☆映画の楽園〜』作：東京印・演出：長戸勝彦(2001年)
  - 『サ・イ・レ・ン・ト』作・演出：長戸勝彦(2002年)
  - 『サ・イ・レ・ン・ト -再演-』作・演出：長戸勝彦(2004年)
  - 『よっしゃ〜！－俺たちの0ライン－』作・演出：長戸勝彦(2005年)
  - 『山田村消防団 〜俺達の0ライン〜』作・演出：長戸勝彦(2012年)
  - 『〜宝や旅館〜「げんせんじゃ〜！」サイレント2013』作・演出：長戸勝彦(2013年)
  - 『東京印VOL.9 ネコ駅長の長い一日』作・演出：長戸勝彦(2015年3月31日〜4月5日)
  - 『東京印VOL.10 あの春の約束を歩き出す君のために』作・演出：長戸勝彦(2016年4月12日〜17日)
  - 東京印PRESENTS『TIME TRAIN〜さよならの向こう側〜』作・演出：長戸勝彦(2017年4月11日〜16日)
  - 東京印PRESENTS『山田村消防団』作・演出：長戸勝彦(2017年7月12日〜17日）
  - 『東京印公演vol.13 あの春の約束を歩き出す君のために-2018-』作・演出：長戸勝彦(2018年3月6日～11日）
  - 『東京印公演vol.14 one cup of rice ～おにぎりのむすび方～』作・演出：長戸勝彦(2018年7月4日～8日)
  - 『東京印公演vol.15 TIME TRAIN〜さよならの向こう側〜2019』作・演出：長戸勝彦(2019年6月19日～23日)
  - 『東京印公演vol.16 げんせんじゃ〜！〜宝や旅館〜2019』作・演出：長戸勝彦(2019年8月7日～12日)
  - 『東京印公演vol.17 蒼い薔薇のシグナル～人は燃え尽きるから面白い～』作・演出：長戸勝彦(2019年10月30日〜11月4日)
  - 『東京印公演vol.18 げんせんじゃ〜！〜宝や旅館〜2020』作・演出：長戸勝彦(2020年7月8日～12日)
  - 『東京印公演vol.19 one cup of rice ～おにぎりのむすび方～2020』作・演出：長戸勝彦(2020年10月21日～25日)
  - 『東京印公演vol.20 蒼い薔薇のシグナル 2021』作・演出：長戸勝彦(2021年3月3日〜7日)
  - 『東京印公演vol.21 げんせんじゃ〜！〜宝や旅館〜2021』作・演出：長戸勝彦(2021年8月11日～15日)
  - 『東京印公演vol.22 たったひとつの贈り物〜タイムトレイン〜』作・演出：長戸勝彦(2022年9月7日～11日)
  - 『東京印公演vol.23 あの春の約束を歩き出す君のために2023』作・演出：長戸勝彦(2023年2月8日～12日)
  - 『東京印公演vol.24 おにぎりのむすび方～全ての物語がここから始まる～』作・演出：長戸勝彦(2023年9月6日～10日)
  - 『東京印公演vol.25 蒼い薔薇のシグナル2024～人は燃え尽きるから面白い～』作・演出：長戸勝彦(2024年2月28日～3月3日)
  - 『東京印公演vol.26 雨月UGETSU～悪魔の証明～』作・演出：長戸勝彦(2024年7月24日～28日)
- Sweat&Tears -東京キッドブラザース44th-
  - 『雨上がりのシアター』作・演出：長戸勝彦(2015年7月15日〜20日)
  - 『雨上がりのシアター2016』作・演出：長戸勝彦(2016年8月10日〜14日)
  - 『失なわれた藍の色』原作：東由多加・演出・上演台本：長戸勝彦（2017年10月14日～22日）

## 音楽

### リリース
- シングル
  - 『瞳を閉じてごらん』
  - 『CRYBABY TOWN』
  - 『太陽の腕　月の瞳』
  - 『パラダイスの確率』
- アルバム
  - 『WALKER』
  - 『終わらない時代』

### 歌番組
- ミュージックステーション
- トップテン
- その他

### ライブ
- 『JA-JAファースト・コンサート』東京郵便貯金ホール(2days) 観客動員3164名
- 『JA-JA FIRST LIVE』渋谷・Egg-man(3days)
- 『JA-JA コンサート』8都市ツアー(1990年)
- 『JA-JA LIVE』ツアー 4都市6ステージ(1991年)
- 『JA-JA復活LIVE take1「TRY AGAIN 2010 夏」』(2010年)
- 『JA-JA復活LIVE take2「Try Againを忘れない」』(2012年)
- 『JA-JA復活LIVE take3「WALKER 2012」』(2012年)